# الانتفاضة الصربية الأولى
الانتفاضة الصربية الأولى (بالصربية: Први српски устанак / Prvi srpski ustanak، بالتركية: Birinci Sırp Ayaklanması، بالإنجليزية: First Serbian Uprising)، هي انتفاضة السكان الصرب في سنجق سميديريفو ضد الإمبراطورية العثمانية والتي امتدت من 14 فبراير 1804 إلى 7 أكتوبر 1813. بدأت كثورةٍ محلية ضد القوات الانكشارية المتمردة والتي استولت على السلطة من خلال انقلابٍ عسكري، ثم تطورت لتصبح حربًا من أجل الاستقلال (الثورة الصربية)، وذلك بعد ثلاثة قرونٍ من الحكم العثماني، يتخللها فترات قصيرة من الاحتلالات النمساوية.
قتل القادة الانكشاريون الصدر الأعظم العثماني في عام 1801 واحتلوا السنجق، حاكمين له بشكلٍ مستقلٍ عن حكم السلطان العثماني. تلا ذلك فترة من الطغيان؛ إذ ألغى الانكشاريون جميع الامتيازات الممنوحة للصربيين سابقًا من قبل السلطان وزادوا في الضرائب وفرضوا عمل السُخرة بالإضافة لأشياء أخرى. خشي الانكشاريون من استعمال السلطان العثماني للصربيين في مجابهتهم، فعمدوا لقتل العديد من القادة الصربيين. أحس الصربيون بغضب شديد نتيجة هذا الطغيان، فثاروا ضد الانكشاريين ونُصّب كاراجورجي كقائدٍ للانتفاضة، تمكن جيش الثوار بعد ذلك من فرض سيطرته  سريعًا على مجموعة من القُرى في السنجق، مُقاتلين لصالح السلطان العثماني عمليًا. خشي السلطان العثماني من قوتهم المتعاظمة، فأمر جميع الإيالات الموجودة بالمنطفة بسحقهم. قاتل الصرب ضد القوات العثمانية، وحققوا انتصاراتٍ كبرى خلال العامين 1805 و1806 والتي أثمرت عن تأسيس حكومةٍ وبرلمانٍ أعادوا من خلالهما الأراضي لأصحابها وألغوا العمل بالسُخرية وقللوا الضرائب.
استمر النجاح العسكري مع تقدم السنين، مع ذلك، فقد جابه كاراجورجي معارضةً من قبل القادة الآخرين؛ إذ أراد كاراجورجي سلطةً مطلقة، في حين سعى القادة الأخرون، والذين استغل بعضهم نفوذه لتحقيق مكاسب شخصية، إلى تحجيمها. بعد انتهاء الحرب العثمانية الروسية وانقطاع الإمدادات الروسية عن الصربيين، استغلت الإمبراطورية العثمانية هذه الظروف وأعادت احتلال صربيا في عام 1813.  على الرغم من سحق الانتفاضة الصربية الأولى، لكنها استُؤنفت بعد فترة قصيرة من خلال اندلاع الانتفاضة الصربية الثانية في عام 1815.

## خلفية
في عام 1788، وخلال الحرب العثمانية النمساوية (1788-1791)، شهد تمرد كوتشا الحدودي احتلال شوميديا الشرقية من قبل القوات الصربية الحرة المدعومة من القوات النمساوية والهايدوكيين، واحتُل بعد ذلك معظم سنجق سميديريفو من قبل النظام الملكي الهابسبورغي (1788-1791). طوقت قوة من الجيش الهابسبورغي النمساوي قلعة بلغراد للفترة من 15 سبتمبر إلى 8 أكتوبر من عام 1789. فرضت القوات النمساوية سيطرتها على المدينة حتى عام 1791، حين سلّمت مدينة بلغراد إلى العثمانيين مجددًا وفقًا لبنود معاهدة زيشتوف.
بعد عودة السنجق إلى سيطرة الإمبراطورية العثمانية، توقع الصربيون أفعالًا انتقامية من الأتراك بسبب تأييدهم للنمساويين. سلّم السلطان سليم الثالث السلطة المطلقة في إدارة سنجق سميديريفو وبلغراد إلى المقاتلين الانكشاريين العتاة الذين قاتلوا القوات المسيحية النمساوية خلال الحرب العثمانية النمساوية وغيرها من النزاعات الأخرى. على الرغم من منح السلطة للباشا الحاج مصطفى المسالم من قبل السلطان سليم الثالث (1793)، فإن التوترات بين الصربيين والانكشاريين بقيت قائمة.
أصدر سليم الثالث مجموعةً من الفرمانات في الأعوام 1793 و1796، والتي ضمنت حقوقًا أكثر للصربيين. تضمنت هذه الفرمانات مجموعة من الأشياء، من ضمنها إيناط مسؤولية جمع الضرائب بالدوقات (أوبور ننيز)، بالإضافة إلى ضمان حرية الدين والتجارة وتعزيز السلام. أصدر سليم الثالث مرسومًا يقضي بترحيل بعض الانكشاريين غير المرغوب بهم من سنجق سميديريفو؛ إذ أحس أنهم يشكلون تهديدًا على السلطة المركزية للباشا الحاج مصطفى. عُين أغلب هؤلاء الانكشاريين من قبل عثمان بازفانت أوغلو، والذي كان متمردًا معارضًا لحكم السلطان سليم الثالث في سنجق فيدين. شن عثمان بازفانت أوغلو سلسلةً من الحملات ضد الصربيين دون إذنٍ من السلطان، وذلك خوفًا من تفكك السلطة الانكشارية، مما تسبب بموجة من الرعب وعدم الاستقرار في المنطقة. دُحر بازفانت أوغلو من قبل الصرب في معركة كولاري في عام 1793. عُين الباشا مصطفى في منصب البكلربك على إيالة الروملي من قبل السلطان سليم الثالث في صيف 1797 وتوجه الباشا مصطفى إلى مدينة بلوفديف لقتال متمردي سنجق فيدين التابعين لبزفانت أوغلو. احتلت قوات بازفانت أوغلو مدينة بوزاريفاتش، وذلك في ظل غياب الباشا مصطفى، وفرضت طوقًا على قلعة بلغراد. أحضر الدوقات أليكسا نينادوفيتش وإيليا بيرشانين ونيكولا غربوفيتش من مدينة  فالييفو قواتهم إلى بلغراد وأجبروا القوى المحاصرة لها على الانسحاب إلى سنجق سميديريفو.
سمح سليم الثالث للانكشاريين بالعودة، وذلك في الثلاثين من يناير لعام 1799، إذ أشار إلى أنهم مسلمون محليون من سنجق سميديريفو. وافق الانكشاريون على حكم الباشا الحاج مصطفى في البداية، حتى قام بيجو نوفليانين، وهو أحد الانكشاريين في مدينة شاباتس، بطلب رسمٍ إضافي من رجل ما وقتله بعد رفض الأخير دفعه. زحف الباشا الحاج مصطفى لمدينة شاباتس بجيش قوامه 600 جندي لتقديمه إلى العدالة وإعادة النظام إلى المدينة. قرر الانكشاريون الآخرون دعم بيجو نوفليانين وهاجم عثمان بازفانت أوغلو باشالوك بلغراد في محاولة منه لدعم هؤلاء الانكشاريين. قُتل الصدر الأعظم الباشا مصطفى في 15 ديسمبر من عام 1801 على يد كوتشوك علي، وهو أحد القادة الأربعة للداهياس.
تسبب هذا بحكم سنجق سميديريفو من قبل المتمردين الانكشاريين وبشكلٍ مستقل عن الحكومة العثمانية، ومتحديةً للسلطان العثماني. فرض الانكشاريون «نظامًا استغلاليًا تعسفيًا لم يكن له مثيل أو شبيه في تاريخ الحكم العثماني السيء في دول البلقان». قسم القادة السنجق إلى باشالوكات. ألغوا استقلالية الصرب مباشرةً وزادوا في الضرائب بشكلٍ كبير وسلبوا الأراضي من أصحابها وأجبروا العديد على العمل بالسُخرة، مما دفع العديد من الصربيين للهروب من الانكشاريين تخلصًا من بطشهم. 
أرسل الصربيون التماسًا إلى السلطان العثماني لتخليصهم من الاستبداد الذي يتعرضون له، وقد علِم الداهياس بهذا. خشي الداهياس من استغلال الصربيين من قبل السلطان للإطاحة بهم. للحيلولة دون ذلك، قرروا إعدام جميع القادة الصربيين في السنجق بأكمله، في حدثٍ عُرف باسم «مذبحة النيازيون»، والتي حصلت في يناير من عام 1804. تُشير المصادر الحديثة من مدينة فالييفو إلى وضع رؤوس القادة المقتولين أمام العلن في الساحة المركزية لتُصبح مثالًا شاهدًا على مصير كل من تسول نفسه التآمر على حكم الداهياس. أشعلت هذه المجزرة غضب الصربيين، والذين قادوا عوائلهم إلى الغابات وبدأو بقتل الصوباشيين (مُشرفي القرية).

## النتيجة
فرَّ الكثير من الثوار (نحو ربع عدد السكان)، ومن ضمنهم كاراجورجي بيتروفيتش، إلى إمبراطورية هابسبورغ، وذلك بعد استعادة العثمانيين للسيطرة. استولى العثمانيون على بلغراد مرة أخرى في أكتوبر 1813، وأصبحت مسرحًا لانتقامهم الوحشي؛ إذ قُتل المئات من مواطنيها وبيعَ آلافٌ منهم كرقيق حتى لأسواقٍ آسيوية أخرى. عمد الحكم العثماني المباشر إلى إزالة جميع المؤسسات الصربية وإعادة العثمانيين الأتراك إلى صربيا. 
شرع الجندي القديم الحاج برودان بثورة سرعان ما فشلت في عام 1814. بعد ورود أنباءٍ عن وجود حالاتٍ من الشغب في إحدى الولايات العثمانية، قتلت السلطات العثمانية السكان المحليين وخوزقت 200 من السجناء بشكلٍ علني في بلغراد. في مارس 1815، عقد الصربيون العديد من الاجتماعات وقرروا استمرارهم في الثورة، وتمخض هذا عن الانتفاضة الصربية الثانية في 1815، والتي نجحت في تأمين استقلال صربيا. 

## الحكومة
قُسّم الحكم بين القائد الأعظم كاراجورجي كزعيم لجمعية الشعب، وبين المجلس الحاكم المؤسس في عام 1805.

### المجلس الحاكم
أسس المجلس الحاكم بناءً على توصية من تشارتورسكي، وزير الخارجية الروسي آنذاك، والمقترح المقدم من قبل بعض الدوقات (جاكوف وماتيا نينادوفيتش وميلان أوبرينوفيتش وسيما ماركوفيتش). كانت فكرة بوجا غروجوفيتش، أمين السر الأول للمجلس، وماتيا نينادوفيتش، الرئيس الأول له، أن يُصبح هذا المجلس حكومة للدولة الصربية الجديدة. وقع على عاتقها التنظيم والإشراف على الإدارة والاقتصاد والإمدادات العسكرية والأمن والنظام والسلام والهيئة القضائية والسياسة الخارجية. 